# Zecchino d'Oro 2011
Il cinquantaquattresimo Zecchino d'Oro si è svolto a Bologna dal 15 al 19 novembre 2011.
È andato in onda su Rai 1 in eurovisione, e in Mondovisione, condotto e presentato da Veronica Maya e Pino Insegno, con la partecipazione del Piccolo Coro dell'Antoniano. La sigla era una canzone cantata sulla melodia di Grazie a te, ma con testo rielaborato.
Una novità di quest'edizione è costituita dall'iniziativa "Adotta una canzone": dodici personaggi dello spettacolo (Joaquín Navarro-Valls, Alexia, Natalia Titova, Marco Di Vaio, Carolina Kostner, Renzo Arbore, Simone Rugiati, Pippo Baudo, Nancy Brilli, Max Giusti, Roberto Vittori e  Antonio Caprarica) "adottano" ciascuno una delle dodici canzoni  impegnandosi a sostenerla con un videomessaggio.
Come gli anni precedenti le giurie per l'assegnazione dei premi minori nelle giornate precedenti alla finale sono composte per metà da bambini e per metà da adulti. Lo Zecchino rosso è assegnato da una giuria composta per metà da rappresentanti delle forze dell'ordine presieduta da Valentina Vezzali, lo Zecchino bianco da maestri presieduti da Enzo Decaro, lo Zecchino blu  da ballerini presieduti da Matilde Brandi e lo Zecchino verde  da medici presieduti da Rosanna Banfi.
Come l'anno precedente, tranne nella giornata finale, gli interpreti delle canzoni in gara sono stati divisi in due squadre (tramite un gioco diverso ogni giornata), le "Maye" capitanate da Veronica Maya, e i "Pini" capitanati da Pino Insegno, in cui il punteggio della canzone viene aggiunto a quello della squadra che fa parte l'interprete della canzone.
Il Fiore della solidarietà è dedicato al problema della povertà in Italia, con l'obiettivo di realizzare un centro di accoglienza nella città di Bologna.
Nei giorni precedenti la messa in onda del programma l'Antoniano ha pubblicato sul proprio canale YouTube una serie di sketch ironici sul tema "aspettando il 54º Zecchino d'Oro" e alcuni backstage.
Per la prima volta il cd con i brani dell'edizione, è distribuito in tre versioni: la versione standard, la versione Deluxe e la versione per edicola. La prima versione contiene tutte le 12 canzoni dello Zecchino di quest'anno più Ciao Foresta, una bonus track interpretata da Irene Grandi insieme al Piccolo Coro. La seconda versione, oltre a tutte le canzoni di cui sopra e ad un cd contenente le basi musicali, contiene un DVD con i videokaraoke di alcuni tra i brani più famosi dello Zecchino tratti dallo show televisivo Zecchino Show, realizzato da DeAKids nel 2010. La terza versione, è venduto in edicola allegato al “Cantagioco del 54º Zecchino d'Oro 2011”, un gioco basato sulle canzoni dello Zecchino d'Oro 2011.
Nel mese di dicembre 2011, la compilation viene inoltre ristampata in edizione limitata (500 copie numerate) su disco LP 33 giri. L'ultima stampa in vinile risaliva all'edizione 1993 dello Zecchino.
La copia nº 1 è stata venduta attraverso un'asta benefica sul sito eBay, indetta dall'Antoniano stesso.
È l'ultima edizione in cui viene assegnato il Telezecchino , premio assegnato tramite il televoto. Ed è anche l'ultima volta in cui c'è il televoto da casa in cui il numero più alto da casa veniva inserito ai voti della giuria come nella 47ª edizione fino alla 49ª edizione.
Come ospiti abbiamo avuto I Magia, I Baraonna, Mago Gentile, Irene Grandi e Gabriele Cirilli.
Inoltre nella finale del sabato, sono intervenuti telefonicamente per sostenere il Fiore della Solidarietà Maurizio Costanzo, Alberto Tomba e Anna Tatangelo.

## Brani in gara
- Al ritmo della tabla (सो अमृत गुर ते पाया) ( India) (Testo italiano: Giovanni Gotti/Musica: Akimsakti) - Sevika Pagano (10 anni)
- Bye bye, ciao ciao (Testo: Massimo Mazzoni/Musica: Giancarlo Di Maria) - Marco Cattaneo Vittone (9 anni)
- Il gatto mascherato (Testo: Paolo Audino/Musica: Amedeo Minghi) - Filippo Zilio (6 anni) (2º posto)
- Il rap del peperoncino (Testo: Rosa Martirano/Musica: Rosa Martirano) - Giuseppe Mallo (9 anni)  (2º posto)
- La Paella ( Spagna) (Testo italiano: Franco Fasano/Musica: Salicante) - Carmen González Aranda (7 anni)
- La palma dell'acqua (Izaho tsy maintsy mihira) ( Madagascar) (Testo: Angelo Rakotomanga/Testo italiano: Mario Gardini/Musica: Angelo Rakotomanga) - Amelia Fenosoa Casiello (5 anni)
- Mosca (Testo: Riccardo Lasero/Musica: Riccardo Lasero) - Giuseppe Lorusso (8 anni)
- Prova a sorridere (Testo: Maria Rita Ferrara/Musica: Maria Rita Ferrara) - Emilia Boccia (9 anni)
- Regalerò un sogno (One day you'll find your way) ( Stati Uniti) (Testo italiano: Gian Marco Gualandi/Musica: Gumar) - Isabella Shiff (10 anni)
- Silenzio (Testo: Vittorio Sessa Vitali/Musica: Renato Pareti) - Martina Pirovano (10 anni) (3º posto)
- Tartarumba (Testo: Antonio Buldini/Musica: Antonio Buldini) - Giulia Marchesini (4 anni)
- Un punto di vista strambo (Testo: Flavio Conforti/Musica: Flavio Conforti) - Michela Maria Perri (7 anni) ed Enrico Turetta (9 anni)    (1º posto)

## Ascolti
| Giornata | Messa in onda    | Telespettatori | Share  |
| -------- | ---------------- | -------------- | ------ |
| 1º       | 15 novembre 2011 | 2 772 000      | 21,54% |
| 2º       | 16 novembre 2011 | 2 501 000      | 18,74% |
| 3º       | 17 novembre 2011 | 2 391 000      | 19,03% |
| 4º       | 18 novembre 2011 | 2 497 000      | 19,12% |
| 5º       | 19 novembre 2011 | 3 251 000      | 19,38% |
| Media    | Media            | 2 682 000      | 19,56% |